# Neirivue
Neirivue är en ort i kommunen Haut-Intyamon i kantonen Fribourg, Schweiz. Neirivue var tidigare en egen kommun, men den 1 januari 2002 slogs kommunerna Albeuve, Lessoc, Montbovon och Neirivue samman till den nya kommunen Haut-Intyamon.